# Maurica breveti
Maurica breveti är en fjärilsart som beskrevs av Charles Oberthür 1882. Maurica breveti ingår i släktet Maurica och familjen björnspinnare. Inga underarter finns listade i Catalogue of Life.